# Твердохлєбов Олег Миколайович
Олег Миколайович Твердохлєбов (нар. 25 червня 1961) — радянський та молдовський футболіст, захисник та півзахисник.

## Життєпис
Грав у командах другої (1979-1984, 1986-1989, 1991), першої (1985) та другої нижчої (1990) союзних ліг «Зірка» Кіровоград (1979-1980), «Цемент» Новоросійськ (1981), «Автомобіліст» / «Текстильник» Тирасполь (1981-1984, 1986-1988), «Ністру» Кишинів (1985), «Тигина-РШВСМ» / «Тигина» / «Тигина-Апоель» Бендери (1989-1991). 1990 року разом із «Тигиною», яка посіла 2-е місце в зональному турнірі другої нижчої ліги, вийшов у другу лігу.
У сезонах 1991/92 та 1992/93 грав за польські клуби «Орлета» (Решель) та «Гутник» (Варшава) з третього та другого за рівнем дивізіонів відповідно.
Надалі грав у вищому молдовському дивізіоні за клуби «Синтеза» Каушани (1993/94), «Тігіна»/«Динамо» Бендери (1993/94, 1994/95, 1996/97), «Конструкторул» Кишинів (1995/96, 1996/97) та «Рома» Бєльці (1997/98, 1998/99). За «Конструкторул» зіграв також у другій за рівнем лізі у сезоні 1994/95, у якому команда посіла 1-е місце.
Провів 3 матчі в Кубку володарів кубків 1996/97 за «Конструкторул»: два — у попередньому раунді проти ізраїльського «Хапоеля» з Рішон-ле-Ціона (0:1, 3:2) і матч у відповідь першого раунду проти турецького «Галатасарая» у Стамбулі (0:4).